# Karmakanic
Karmakanic is een muziekgroep uit Zweden, uit de omgeving van Malmö. Zij speelt stevige progressieve rock.
De groep ontstond in 1999 als een soloproject van bassist Jonas Reingold. Hij wilde met Karmakanic muziek spelen die niet bij zijn toenmalige band The Flower Kings paste. Karmakanic groeide uit tot een van naast The Flower Kings. In Karmakanic speelde ook Zoltan Csörsz, slagwerker die ook van The Flower Kings komt. De bandnaam is ontleend aan The battle of Epping Forest, een compositie van Genesis op het album Selling England by the Pound. Daarin wordt over Karmamechanic gesproken. Van de band verschijnen onregelmatig albums. Reingold is vaak op tournee met andere bands, zo trad hij in 2018 op met de begeleidingsband rondom Steve Hackett, opnieuw met The Flower Kings en ook met The Sea Within.

## Discografie
- 2002: Entering the spectra
- 2004: Wheel of life
- 2008: Who's the boss in the factory
- 2010: The power of two livealbum samen met Agents of Mercy
- 2011: In a perfect world
- 2014: Karmakanic: Live in the US
- 2016: Dot